# マンマ・ローマ
『マンマ・ローマ』（伊: Mamma Roma）は、1962年公開のイタリアのドラマ映画。監督・脚本はピエル・パオロ・パゾリーニ。主演はアンナ・マニャーニとエットレ・ガロファーロ。
ローマの貧困層の人々に焦点を当てたパゾリーニ初期の傑作といわれる。
日本での劇場初公開は2004年だが、1992年にクラウンレコードからビデオが、2001年にパイオニアLDCからDVDがリリースされている。

## あらすじ
マンマ・ローマは別れて暮らしていた16歳の息子エットレと一緒に暮らすため売春婦稼業から足を洗う。息子にはカタギの人生を送って欲しいと奮闘するが、昔のヒモのカルミネが現れて金をせびる。売春婦の過去を息子に知られたくないマンマ・ローマは再び体を売ることに。母親のそんな思いも知らず息子は不良仲間とつるみ、盗みに入る。しかし逮捕され、獄中で病死する。

## キャスト
- マンマ・ローマ：アンナ・マニャーニ
- エットレ：エットレ・ガロファーロ
- カルミネ：フランコ・チッティ（イタリア語版）
- ブルーナ：シルヴァーナ・コルシーニ

## 評価
1995年1月18日、『ニューヨーク・タイムズ』紙のジャネット・マスリンは、ロベルト・ロッセリーニやヴィットリオ・デ・シーカに代表される戦後イタリアのネオレアリズモの模倣であるのは明らかだが、後のパゾリーニ映画に通じる官能性と暗い因襲打破がこの映画には渦巻いている、と評している。